# Yasmín Valdés
Brigitte Yasmín Valdés Briceño (Santiago, 9 de marzo de 1972) es una actriz, bailarina, modelo, cantante y comediante chilena. 

## Biografía
Su primera aparición pública fue en 1992 cuando fue candidata a Miss Hawaiian Tropic Chile estando en las diez finalistas del concurso y obteniendo el segundo lugar.
Mientras participaba en modelaje en la Agencia Stars y en grabaciones de comerciales para televisión, postula a un casting donde queda seleccionada para ser parte de las modelos del programa Motín a bordo de TVN.
Posteriormente actuaría en telenovelas como Loca piel, Oro verde, Algo está cambiando, entre otras, luego de dichas actuaciones egresa como Actriz de Teatro y Televisión en la Escuela de Fernando González.
Es bailarina profesional en varios estilos de danza; Flamenco, Tango, Lyrical jazz, Contemporáneo, Musical, GIrly, Latin Jazz, entre otros.
Es una de las primeras mujeres en trabajar en las obras de teatro de Coco Legrand y Jaime Azócar en la obra Hasta aquí nomás llegamos, giras que duró cuatro años con los actores comediantes.
Iba a ser parte del fallido proyecto de la serie El show de Condorito, donde iba a interpretar a Yayita, la novia de Condorito, a pesar de que se grabaron los gags de la serie y esta nunca se estrenó, Yasmín Valdés ocupó el personaje de Yayita para eventos varios.
Ha participando en programas de canto e imitación caracterizando a Madonna.
Ganó la Vedetón de la Teletón 2015 interpretando a Britney Spears, logró este premio mediante una votación del público con un 65 % de las preferencias.
Sus últimos trabajos ha sido en dar rutinas de stand-up comedy en Festivales y eventos empresariales.

## Vida privada
Tuvo una relación de 6 meses con Felipe Camiroaga.

## Filmografía

### Cine
| Películas | Películas                 | Películas              | Películas |
| Año       | Película                  | Rol                    |           |
| --------- | ------------------------- | ---------------------- | --------- |
| 2003      | Cesante                   | Leslie / Chica en café |           |
| 2016      | El rescate (Cortometraje) | Novia                  |           |

### Teleseries
| Teleseries | Teleseries          | Teleseries                     | Teleseries |
| Año        | Teleseries          | Rol                            | Canal      |
| ---------- | ------------------- | ------------------------------ | ---------- |
| 1996       | Sucupira            | Clienta del gimnasio de Susana | TVN        |
| 1996       | Loca piel           | Valeria                        | TVN        |
| 1997       | Oro verde           | Paulina Veloso                 | TVN        |
| 1999       | Algo está cambiando | Fabiola                        | Megavisión |
| 2004       | Destinos Cruzados   | Mimi                           | TVN        |
| 2005       | 17                  | Isabella Maqueira              | TVN        |
| 2016       | Señores papis       | Paulina Elizalde               | Mega       |

### Series de televisión
| Series de televisión | Series de televisión                                 | Series de televisión                   | Series de televisión |
| Año                  | Series de televisión                                 | Rol                                    | Canal                |
| -------------------- | ---------------------------------------------------- | -------------------------------------- | -------------------- |
| 1998-1999            | Sucupira, la comedia                                 | Yahaira Mardones (Novia de Juan Burro) | TVN Mega             |
| 2000                 | La Otra Cara del Espejo (capitulo - Descanse en paz) | Vicky                                  | TVN Mega             |
| 2002-2004            | La vida es una lotería                               | Personajes varios                      | TVN Mega             |
| 2004                 | Quiero (si tú quieres)                               | Solange 'Gigi' Correa                  | Canal 13             |
| 2005                 | Los Venegas                                          | Milagros                               | TVN                  |
| 2010                 | Infieles                                             | Virginia                               | Chilevisión          |
| 2014                 | Lo que callamos las mujeres                          | Varios                                 | Chilevisión          |

### Teatro
- Hasta aquí nomás llegamos[4] (2000-2003), con Coco Legrand

### Programas de televisión
| Programas de televisión | Programas de televisión      | Programas de televisión | Programas de televisión |
| Año                     | Programas de televisión      | Rol                     | Canal                   |
| ----------------------- | ---------------------------- | ----------------------- | ----------------------- |
| 1994                    | Sal y pimienta               | Modelo                  | Megavisión              |
| 1995                    | Sábado Gigante Internacional | Modelo                  | Canal 13                |
| 1995                    | Motín a bordo                | Modelo                  | TVN                     |
| 1999                    | Super salvaje                | Invitada                | TVN                     |
| 2001                    | Oveja negra                  | Personajes Varios       | TVN                     |
| 2001                    | Fiesta latina                | Coanimadora             | La Red                  |
| 2003                    | Siempre contigo              | Personajes Varios       | Mega                    |
| 2003                    | Encuentros cercanos          | Panelista               | Canal 13                |
| 2004                    | Vértigo                      | Invitada                | Canal 13                |
| 2005                    | Rojo VIP                     | Invitada                | TVN                     |
| 2006                    | La noche del mundial         | Panelista               | TVN                     |
| 2006-2012               | SQP                          | Panelista               | Chilevisión             |
| 2006-2011               | Teatro en Chilevisión        | Personajes Varios       | Chilevisión             |
| 2010-2013               | Sábado por la noche          | Invitada                | Mega                    |
| 2012                    | Mi nombre es VIP             | Participante            | Canal 13                |
| 2013                    | Mañaneros                    | Panelista               | La Red                  |
| 2013                    | Mujeres primero              | Panelista de Nutrición  | La Red                  |
| 2015                    | Maldita moda                 | Invitada                | Chilevisión             |
| 2015                    | Mentiras verdaderas          | Invitada                | La Red                  |
| 2015                    | Así somos                    | Panelista               | La Red                  |
| 2015                    | Sin Dios ni late             | Invitada                | Zona Latina             |
| 2015-2016               | Mas vale tarde               | Invitada                | Mega                    |
| 2015                    | Teletón 2015                 | Participante Vedeton    | ANATEL                  |
| 2016                    | ¿Volverías con tu ex?        | Participante            | Mega                    |
| 2016                    | Morande con compañia         | Invitada                | Mega                    |
| 2016                    | Primer plano                 | Invitada                | Chilevisión             |
| 2016                    | Algo personal                | Invitada                | UCV Televisión          |
| 2016                    | Bienvenidos                  | Panelista               | Canal 13                |
| 2018 y 2022             | La divina comida             | Invitada                | Chilevisión             |
| 2018-2022               | Pasapalabra                  | Invitada                | Chilevisión             |
| 2020                    | PH - Podemos Hablar          | Invitada                | Chilevisión             |
| 2021                    | Me Late Prime                | Panelista               | TV+                     |
| 2021                    | Me late                      | Panelista               | TV+                     |
| 2022                    | Aquí se baila                | Participante            | Canal 13                |
| 2022                    | El retador                   | Participante            | Mega                    |
| 2022                    | Sabingo                      | Invitada                | Chilevisión             |